# Sayed Abdou Mostafa Meshaal
Sayed Abdou Mostafa Meshaal (arabisch سيد عبده مصطفى مشعل, DMG Saiyid ʿAbduh Muṣṭafā Mašʿal; * 1942 in Kairo) ist ein ägyptischer Politiker.

## Leben
1964 wurde Meshaal an der Militärakademie in Kairo Bachelor of Science und 1981 an der Universität Kairo Master der Chemie und zum Doktor promoviert.
Er war Professor an der Fakultät für Naturwissenschaften an der Universität Kairo und Vorstandsmitglied des Forschungszentrums.
Von 1989 bis 1997 leitete er die El Nasr Company for Intermediate Chemicals.
Von 1997 bis 1999 leitete er die Aufsichtsbehörde der Dienstleistungsbetriebe der Streitkräfte Ägyptens.
Er bekleidete das Amt des Ministers der Unternehmen der Streitkräfte Ägyptens im Kabinett Abaid und im Kabinett Nazif.
Meshaal kandidierte, wie andere Mitglieder des Kabinett Nazif, bei den Parlamentswahlen in Ägypten 2010, und bekam den Sitz von Mostafa Bakry, den Chefredakteur von Al-Osbou einem Zeitungsmagazin.
Meshaal ist verheiratet und hat zwei Töchter.
| Vorgänger            | Amt | Nachfolger |
| -------------------- | --- | ---------- |
| Mohammed el-Ghamrawi | Ägyptischer Staatsminister der Unternehmen der Streitkräfte Ägyptens 5. Oktober 1999 bis 29. Januar 2011 | —          |